# Modèle de Solovay

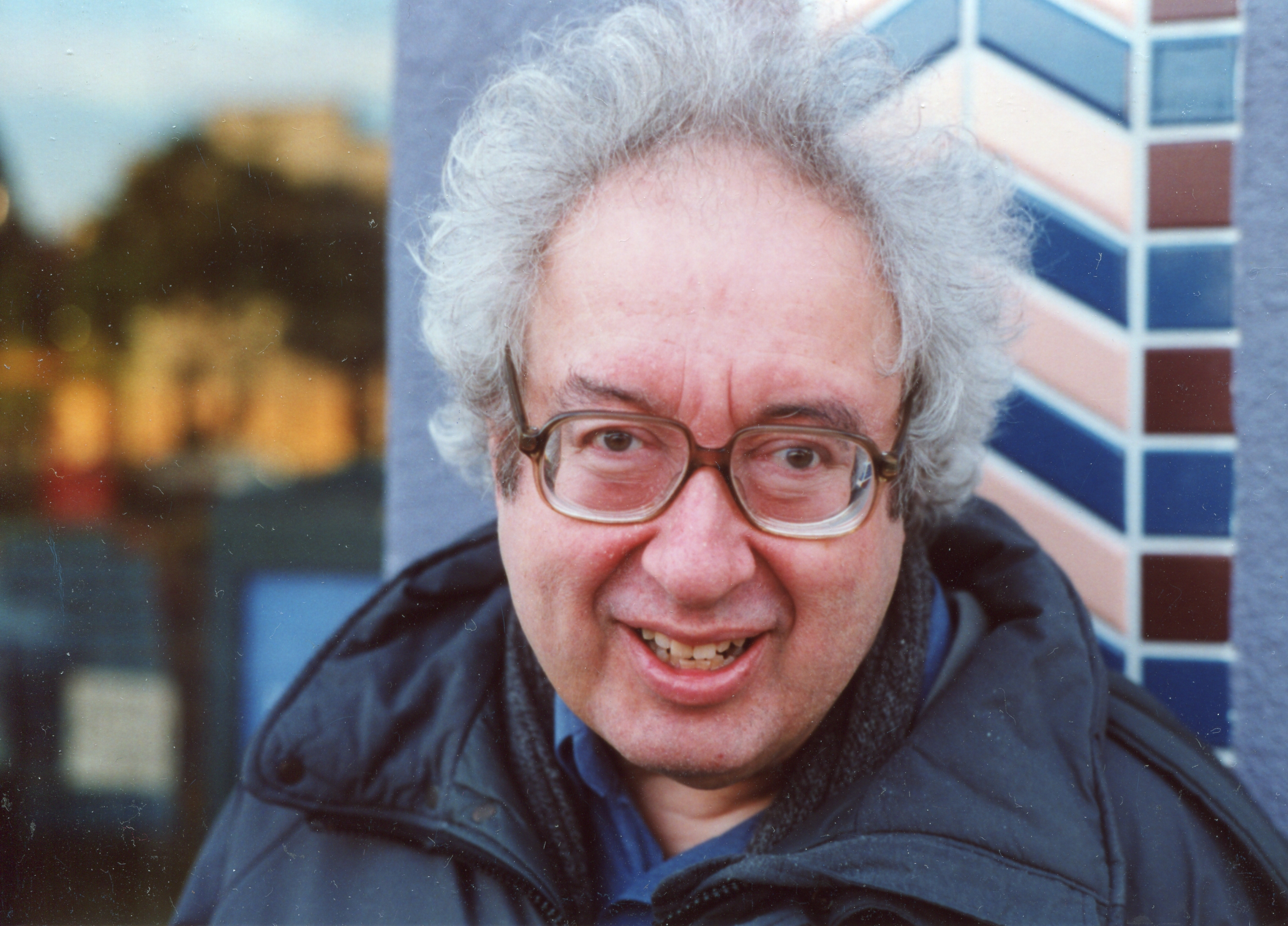
Robert Solovay à Berkeley en 2004.

En mathématiques, dans le domaine de la théorie des ensembles, le modèle de Solovay est un modèle de la théorie des ensembles de Zermelo-Fraenkel (ZF), dans lequel tout ensemble de nombres réels est Lebesgue-mesurable. Il est construit sous l'hypothèse d'existence d'un cardinal inaccessible.
Ce modèle montre que l'existence d'un ensemble non-mesurable est indémontrable dans ZF, alors qu'elle est démontrable dans ZFC (c'est-à-dire en rajoutant l'axiome du choix).